# DarkPlaces引擎
DarkPlaces引擎是一种游戏引擎。它是一种从雷神之锤引擎经过相当大的变异演绎过来的引擎。它的开发者叫Forest "LordHavoc" Hale，他从2000年开始就已经在开发这个引擎了。这个引擎可以在Linux、OS X和Microsoft Windows下运行。
DarkPlaces引擎仅仅使用OpenGL并支持Windows图像库和Linux的GLX。除原来的雷神之锤引擎功能外DarkPlaces引擎还融合了即时光和影效应，如粒子系统、凹凸贴图、GLSL等等，除此之外它改善了逼真爆炸、溅血和子弹的图像。在声音方面它加入了对Vorbis的支持。